# داگ جونز (سیاستمدار)
داگ جونز (انگلیسی: Doug Jones؛ زادهٔ ۴ مهٔ ۱۹۵۴) سیاست‌مدار و سناتور سابق ایالات متحده از آلاباما است.